# Nokia 6250
Nokia 6250 – telefon komórkowy fińskiej firmy Nokia, wypuszczony na rynek w 2000 roku.

## Funkcje dodatkowe
- Alarm
- Słownik T9
- Kalendarz
- Kalkulator
- Organizer
- Przelicznik walut
- Wybieranie głosowe